# زینا (شخصیت)
زینا (به انگلیسی: Xena) یک شخصیت داستانی از روبرت تارپت در زینا: شاهدخت جنگجو است. نقش زینا را بازیگری نیوزیلندی به نام لوسی لاولس بازی می‌کند.